# Potrlica
Potrlica (en serbe cyrillique : Потрлица) est un village du nord du Monténégro, dans la municipalité de Pljevlja.

## Démographie

### Évolution historique de la population
| 1948 | 1953 | 1961 | 1971 | 1981 | 1991 | 2003 |
| ---- | ---- | ---- | ---- | ---- | ---- | ---- |
| 115  | 146  | 178  | 159  | 201  | 81   | 27   |